# 鍾路得
钟路得（英語：Ruth Bell Graham；1920年6月10日 – 2007年6月14日）是美国著名的福音布道家葛培理的妻子，她是一位出生在中國的传教士的女儿。

## 早年
1920年6月10日，钟路得出生于中國江苏省清江浦（今淮安市）美南长老会的仁慈医院，他的父亲钟爱华博士（L. Nelson Bell）和母亲Virginia McCue Bell是美南长老会派到中国的医疗传教士，也是这所医院的院长。钟路得是5个子女中的第2个她在这个宗教气氛浓郁的家庭成长。她在中国的早年生活在父亲钟爱华的自传《在中国的洋鬼子》（A Foreign Devil in China，ISBN 0890661413）中得到了描绘。
1933年，13岁的钟路得被送到朝鮮的平壤接受中学教育。3年以后，她随休假的父母回到美国北卡罗来纳州Montreat，在那里完成中学学业。

## 婚姻
1937年秋天，17岁的钟路得回到美国，进入伊利诺伊州的惠頓學院接受高等教育。在那里，她遇到了葛培理，1943年8月13日，二人大学毕业不久，就举行了婚礼。葛培理夫妇搬到靠近钟爱华住所的Montreat，并且一生都住在那里。虽然葛培理是举世闻名的浸信会领袖，他的夫人始终留在长老会内，并经常教主日學。
从1945年到1958年，钟路得生下并养育了3个女儿和2个儿子（有时是独自一人，因为丈夫经常外出带领全国或国际性福音布道会）：五個子女當中的第四個是葛福臨（Franklin Graham）。

## 事业
1959年，鍾路得出版了她的第一本著作《我们的圣诞故事》（Our Christmas Story），是写给儿童的插图本。
开始于1950年的“抉择时刻”（“Hour of Decision”）广播节目，是由她命名的。由于她在中国长大，在朝鮮接受中学教育，她始终同情亚洲人民。她鼓励、并陪同她的丈夫对中华人民共和国进行了历史性的访问。 